# Dysoxylum kaniense
Dysoxylum kaniense là một loài thực vật có hoa trong họ Meliaceae. Loài này được Harms mô tả khoa học đầu tiên năm 1942.